# Martigues
 Martigues  (en occitano, Lo Martegue) es una comuna y población de Francia, en la región de Provenza-Alpes-Costa Azul, departamento de Bocas del Ródano, en el distrito de Istres. Es la chef-lieu de dos cantones: Martigues Este y Martigues Oeste.
Está integrada en la Communauté d'Agglomération du Pays de Martigues, de la cual es la mayor población.

## Demografía
Su población en el censo de 2007 era de 46 427 habitantes (36 006 en Martigues Este y 10 241 en Martigues Oeste). Forma parte de la aglomeración urbana de Marsella-Aix-en-Provence.
| 6 695 | 6 869 | 6 888 | 7 255 | 7 772 | 7 299 | 7 873 | 8 640 | 8 099 | 8 433 | 8 011 | 8 053 | 6 963 | 6 483 | 6 494 | 5 918 | 5 659 | 6 280 | 5 734 | 7 450 | 6 304 | 8 876 | 9 394 | 10 489 | 11 295 | 15 150 | 21 515 | 27 945 | 38 373 | 42 037 | 42 678 | 43 497 | 46 247 |
| Para los censos de 1962 a 1999 la población legal corresponde a la población sin duplicidades (Fuente: INSEE [Consultar]) |       |       |       |       |       |       |       |       |       |       |       |       |       |       |       |       |       |       |       |       |       |       |        |        |        |        |        |        |        |        |        |        |

## Lugares de interés
- El Museo Ziem, dedicado a las bellas artes, arqueología y antropología de la localidad.

## Deportes
El club de fútbol local, FC Martigues, competirá desde la temporada 2024-25, en la segunda división del fútbol francés, la Ligue 2, tras haber ascendido. Juega sus partidos de local en el Estadio Francis Turcan, cuyo aforo es de 11.500 espectadores.